# Santana do Itararé
Santana do Itararé is een gemeente in de Braziliaanse deelstaat Paraná. De gemeente telt 5.697 inwoners (schatting 2009).

## Aangrenzende gemeenten
De gemeente grenst aan Salto do Itararé, São José da Boa Vista, Siqueira Campos, Venceslau Brás, Barão de Antonina (SP), Itaporanga (SP) en Riversul (SP).

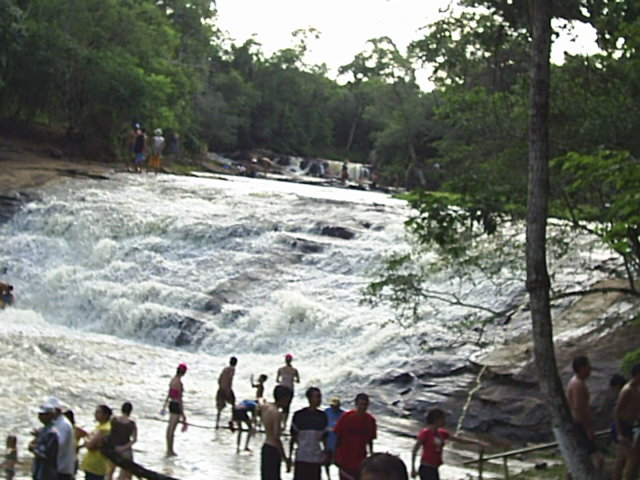
Saltinho bij Santana do Itararé